# マドレーヌ諸島 (セネガル)

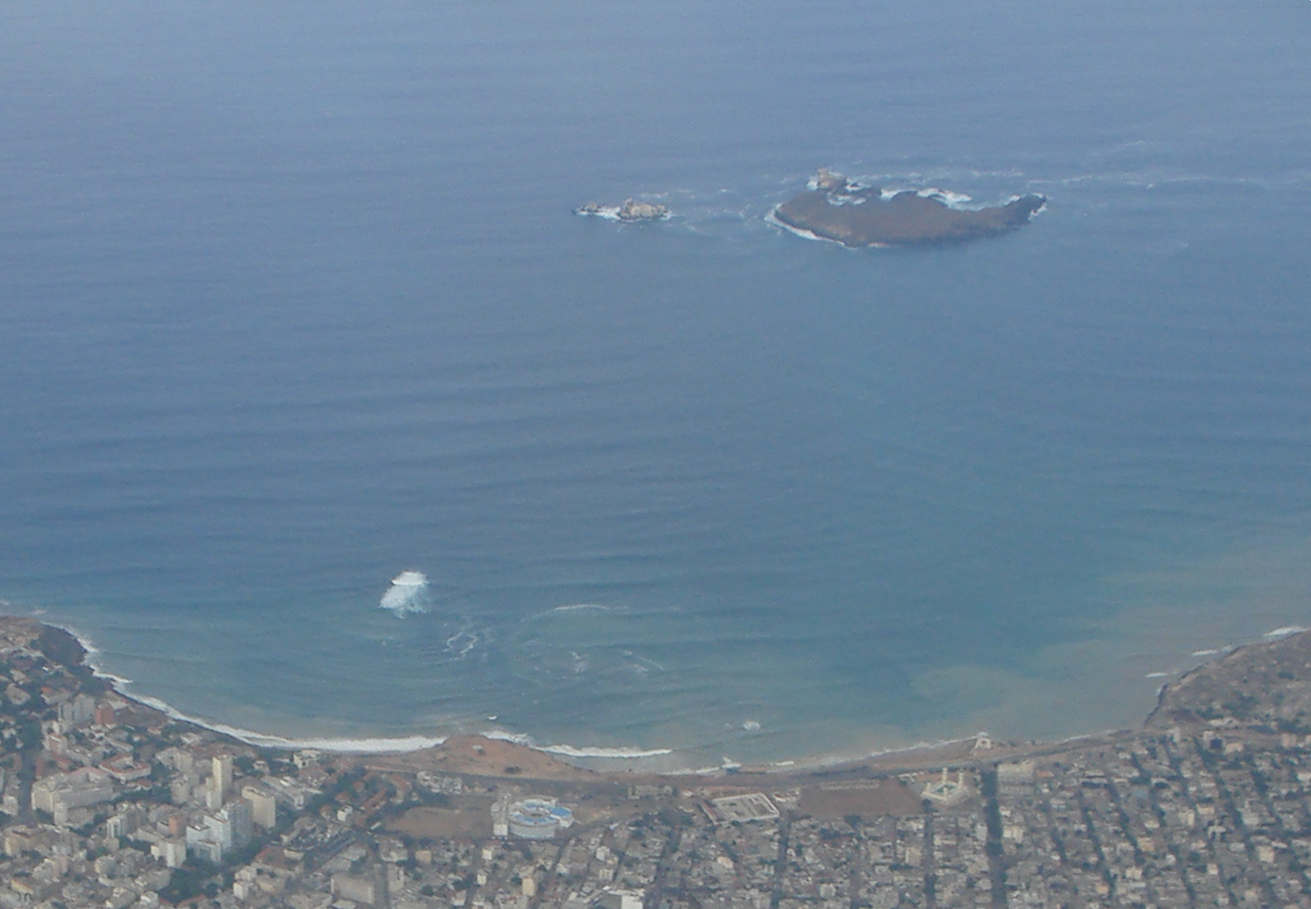
ダカール沖のマドレーヌ諸島

マドレーヌ諸島（Îles des Madeleines）は、セネガル共和国の首都ダカール西方に位置する島嶼である。全て無人島で、最も大きい島は、石器時代の道具が発見されたサルパン (Sarpan) 島である。
マドレーヌ諸島は、野鳥類・魚類・植物相でも知られている。